# Anreppen
Il campo militare romano di Anreppen si trova nella frazione della città tedesca di Delbrück, nel circondario di Paderborn. Fa parte di tutta una serie di fortificazioni realizzate all'epoca di Augusto, ai fini dell'occupazione della Germania e della sua trasformazione in provincia romana.

## Storia

### Dalle campagne di Tiberio a laclades Variana(5-9)
Il momento della fondazione del campo fu suggerito dallo storico romano Velleio Patercolo a proposito delle campagne di occupazione della Germania in età augustea, degli anni 4 e 5 da parte di Tiberio. La fine del suo utilizzo fu quasi certamente la disfatta di Teutoburgo, dove tre legioni romane ed il suo comandante, Publio Quintilio Varo, furono annientati nel 9.
Il campo potrebbe essere stato utilizzato anche nel corso delle campagne di Germanico del 14-16.

## Gli scavi archeologici
Il primo ritrovamento archeologico risale al 1967, quando un contadino, arando i suoi campi, trovò nel terreno alcuni frammenti di vasellame di epoca augustea. L'anno successivo i primi reperti archeologici della zona furono inseriti nella collezione del Museo della Vestfalia, grazie ad un certo Anton Doms.
A seguito di tutta una serie di campagne di scavi, durate dal 1968 al 1982, fu messo in luce il perimetro dell'accampamento romano, a forma di ovale allungato ed irregolare, che copriva ben 23 ettari, lungo la riva sud dell'alto corso del fiume Lippe.
Questo campo faceva parte di tutta una serie di forti ausiliari e legionari lungo il corso di questo affluente del Reno, insieme a: Holsterhausen, Haltern, Beckinghausen e Oberaden.
Il perimetro era costituito da un agger di terra, due fossati ed una palizzata di legno tipica dell'età augustea.
Negli anni successivi, tra il 1988 ed il 2004, si cominciò a scavare all'interno del grande perimetro del campo dove sono state identificate diverse importanti strutture: l'abitazione del comandante (il Praetorium di 47,5 x 71 metri), le complesso termale, un grande magazzino per le provviste (horreum di 56 x 68 metri), oltre ad altri edifici minori.
La sistemazione dell'intera area, suggerisce che Anreppen possa essere stata utilizzata soprattutto come base per gli approvvigionamenti della truppe in campagna, costituendo la postazione più avanzata (verso est) lungo il fiume Lippe.
A circa 500 metri ad est del campo sono state, infine, identificate tracce di un selciato romano, prova che i romani si erano stabiliti ormai saldamente nella zona ad est del fiume Reno, e ne occupavano la zona fino al fiume Weser, da pochi anni divenuta Provincia.

### Fonti primarie
- Velleio Patercolo, Storia di Roma, II, 105.

### Fonti moderne
- D.B.Campbell, Roman Legionary Fortresses 27 BC-AD 378, Oxford-N.Y. 2006, p. 9, 11 e 13.
- V.A.Maxfield, L'Europa continentale, a cura di J.Wacher, parte IV, cap. VIII, p. 160-163.
- Wells, C.M., The german policy of Augustus, 1972.
- Anton Doms, Die Entdeckung des Römerlagers in Anreppen im Jahre 1968, Westfalen 48, 1970, p. 160 segg..
- P. Glüsing, Ergänzende Anmerkungen zur Enddatierung der frührömischen Lippelager Anreppen und Haltern, Erweiterter Diskussionsbeitrag, Die Fundmünzen von Kalkriese und die frühkaiserzeitliche Münzprägung, a cura di Wiegels 2000.
- P. Ilisch, Die Münzen aus den römischen Militäranlagen in Westfalen. Rom, Germanien und die Ausgrabungen von Kalkriese, a cura di Schlüter e Wiegels, Osnabrück, 1999.
- Johann-Sebastian Kühlborn, Die Lagerzentren der römischen Militärlager von Oberaden und Anreppen. Die römische Okkupation nördlich der Alpen zur Zeit des Augustus, a cura di B. Trier, Münster 1991.
- Johann-Sebastian Kühlborn, Germaniam pacavi - Germanien habe ich befriedet, Münster 1995, p. 130-144.
- Johann-Sebastian Kühlborn, Antike Berichte durch Ausgrabungen bestätigt. Archäologie in Deutschland, 3/1999, p. 6-12.
- Johann-Sebastian Kühlborn, Delbrück/Anreppen, a cura di Michel Reddé, L'architecture de la Gaule romaine. Les fortifications militaires, Paris-Bordeaux 2006, p. 261-263.
- Johann-Sebastian Kühlborn, Zwischen Herrschaft und Integration: die Zeugnisse der Archäologie, a cura di Rainer Wiegels, Stuttgart 2007, p. 65-94.
- Siegmar von Schnurbein, Untersuchungen zur Geschichte der römischen Militärlager an der Lippe, Berlino 1981, p. 29-32.
- Siegmar von Schnurbein, Neue Grabungen in Haltern, Oberaden und Anreppen. Congress of Limes XVIII, a cura di Ph. Freeman, Oxford 2002.